# Julia Stegner
Julia Stegner (ur. 2 listopada 1984 w Monachium w Niemczech) – niemiecka supermodelka.

## Życiorys
Karierę rozpoczęła w wieku 15 lat, kiedy została dostrzeżona przez pracownicę jednej z agencji modelek podczas Oktoberfest. Pierwszym miastem, w którym rozpoczęła na dobre pracę modelki, był Paryż. Obecnie pracuje w Nowym Jorku. Uczestniczyła w kampaniach reklamowych i pokazach mody wielu czołowych kreatorów oraz marek, m.in. Celine, Yves Saint Laurent, Dolce & Gabbana, Ralph Lauren, Dior, Hugo Boss, Chloé, Anna Sui, Lanvin, Gucci, Versace and Valentino czy Victoria’s Secret, Reserved.
Prywatnie znana jest z niemieckiej pracowitości oraz skromności. Po Nowym Jorku na co dzień porusza się rowerem.